# Puromicină
Puromicina este un antibiotic nucleozidic din clasa aminoglicozidelor, fiind utilizat în biologia celulară pentru prevenirea translației proteinelor bacteriene. Este un inhibitor al sintezei proteice la multe organisme, fiind încorporată ca nucleozidă falsă în catena de ARN în formare. Este produs de bacteria Streptomyces alboniger.